# Németvágás
Németvágás (1899-ig Német-Poruba, szlovákul: Poruba pod Vihorlatom, korábban Nemecká Poruba, németül: Deutschporub/Nickelsdorf) község Szlovákiában, a Kassai kerület Nagymihályi járásában.

## Fekvése
Nagymihálytól 20 km-re északkeletre, a Vihorlát-hegység déli részén, a Porubai-patak partján fekszik.

## Története
A település 1410-ben a német jog alapján keletkezett. Első lakói német telepesek voltak. 1418-ban említik először. 1427-ben 18 adózó portája volt. Amikor a közelben vasérclelőhelyet találtak, a bánya mellett Remetevasgyár néven új települést alapítottak. Itt a termelés egészen 1922-ig folytatódott, amikor a telep leégett és már nem építették újjá.
A falut német lakosságának elköltözése után ruszin telepesekkel telepítették be, akik főként földműveléssel és szénégetéssel foglalkoztak. Emellett részt vettek a vasfeldolgozásban is. Házaikat fából építették.
A 18. század végén, 1799-ben Vályi András így ír róla: „Német Poruba, és Ördög Poruba. Két tót faluk Ungvár Vármegyében, földes Uraik külömbféle Uraságok, lakosaik katolikusok, ’s másfélék is, fekszenek Tibének szomszédságában, mellynek filiáji, határbéli földgyeik közép termékenységűek, vagyonnyaik is meglehetősek, második osztálybéliek.”
1828-ban 88 házában 522 lakos élt.
Fényes Elek 1851-ben kiadott geográfiai szótárában így ír a faluról: „Poruba (Német), orosz falu, Ungh vgyében, Vinnához keletre 2 1/2 órányira; 11 romai, 469 görög kath., 18 zsidó lak. Hegyes határ. Fürész- és más malmok. Rengeteg erdő. F. u. gr. Waldstein, Draveczky. Ut. post. Szobráncz.”
1920-ig Ung vármegye Szobránci járásához tartozott.

## Népessége
| Év:            | 1994. | 2004.   | 2014.   | 2024.   |
| -------------- | ----- | ------- | ------- | ------- |
| Emberek száma: | 626   | 605     | 633     | 594     |
| Eltérés:       |       | -3,35 % | +4,62 % | -6,16 % |

| Év:            | 2023. | 2024.   |
| -------------- | ----- | ------- |
| Emberek száma: | 589   | 594     |
| Eltérés:       |       | +0,84 % |

1910-ben 615, többségben ruszin anyanyelvű lakosa volt, jelentős német kisebbséggel.
2001-ben 625 lakosából 621 szlovák volt.
2011-ben 626 lakosából 607 szlovák volt.

## Nevezetességei
- Görögkatolikus temploma a 17. században épült. Tornya korábban hagymakupolás volt, mai formáját az 1950-es átépítéskor kapta. 1986-ban sekrestyével bővítették, kórusa 1988-ban épült, ekkor új belső berendezést is kapott.